# Game Developers Conference

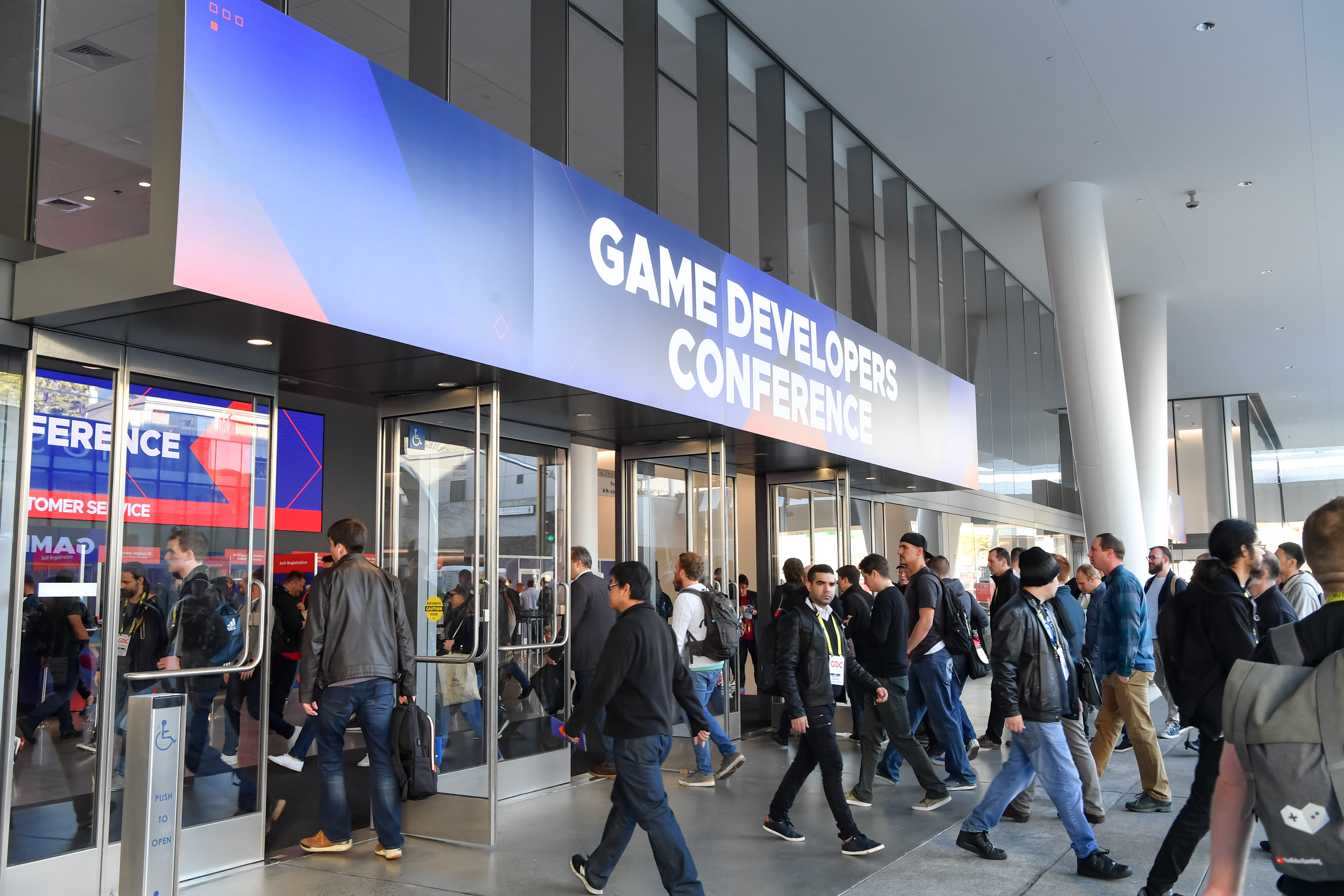
GDC w San Francisco, 2019

Game Developers Conference (GDC) – coroczne spotkanie profesjonalnych producentów gier komputerowych w San Francisco. Zjazd podzielony jest na część ekspozycyjną, spotkania networkingowe, gale nagród (Independent Games Festival i Game Developers Choice Awards) oraz wykłady i dyskusje prowadzone przez zawodowych twórców gier komputerowych na tematy takie jak: programowanie, design, dźwięk, produkcja, biznes i zarządzanie oraz sztuka.
Pierwotnie wystawa nazywała się Computer Game Developers Conference i została zorganizowana  w 1988 roku przez programistę gier Chrisa Crawforda.